# الجوع (فلم 1986)
الجوع هو فيلم مصري من بطولة الممثلة المصرية سعاد حسني ومحمود عبد العزيز، ويسرا، القصة من تأليف الروائي المصري نجيب محفوظ.

## بطولة
| - سعاد حسني:زبيدة - محمود عبد العزيز:الفتوة فرج الجبالي - يسرا:مَلَك السمري - عبد العزيز مخيون:جابر الجبالي - سناء يونس:زينب - ثريا حلمي:خالة حليمة - محمد طرابيك - سميحة توفيق:شربات - أم فرج - حنان سليمان:فُلّة | - سعيد طرابيك:المعلم محروس - عادل عوض - راندا عوض - سيد صادق:المعلم برهان - نعيم عيسى - عثمان عبد المنعم:شيخ المسجد - يوسف عيد - إبراهيم حسنين - حافظ أمين | - عبد الحي عزب - عبد الغني ناصر:المعلم عزيز - فتحي إبراهيم - سيد حاتم - عبد الهادي أنور - أحمد أبو عبية - سيد عناني - عطية داود - مراد موافي | - حمدي سالم - حسين عرعر - مصطفى خضير - عماد المصري - سميحة محمد - حسن سلطان - عادل أبو الغيط - محمد صبري - مديحة يوسف |

## فريق العمل
| - علي بدرخان (مخرج) - طارق الميرغني (مخرج مساعد) - حسين عبدالجواد (مخرج مساعد) - ماجدة هلال (مخرج مساعد) - محمود السيسي (مخرج مساعد) - عصام علي (مخرج مساعد) - بهاء إدريس (مخرج مساعد) - أحمد كمال (كلاكيت) - صلاح مرعي (مصمم الملابس) - عادل المغربي (مساعد الديكور) - محمد همام (منفذ الديكور) | - محمد أمين (منفذ الديكور) - عباس صابر (إكسسوار) - مجدي عبداللطيف (إكسسوار) - مجدي كامل (مكساج) - إبراهيم خورشيد (مسجل الصوت) - أنور حنفي (الصوت) - كميل صبحي (الصوت) - سيد بسيوني (مساعد الصوت) - جليلة الحريري (مساعد الصوت) - مصر للإستوديوهات والإنتاج السينمائي (مصر للاستوديوهات) (الطبع والتحميض) | - سعد عبدالرحمن (رئيس قطاع المعامل) - محمد مميش (مصحح الألوان) - صلاح عبدالحليم (مدير معمل مدينة السينما) - معامل مدينة السينما (مدينة السينما) (إعداد الفيلم) - نجيب محفوظ (اقتباسًا عن روايته) - علي بدرخان (سيناريو وحوار) - مصطفى محرم (سيناريو وحوار) - طارق الميرغني (سيناريو وحوار) - علي إمام (ماكيير) - رمضان إمام (ماكيير) | - إمام رمضان (ماكيير) - سيد مسعود (مصفف الشعر) - عادل منير (مونتير) - مارسيل صالح (نيجاتيف) - ملاك حبشي (مساعد مونتير) - أحمد داود (مركب الفيلم) - إيجيبت فيديو كاسيت (موزع فيديو) - أفلام البلجون (المؤسسة السعودية للسينما) (موزع خارجي) - العالمية للفيديو (موزع داخلي) - محمد بكر (مصور فوتوغرافيا) | - صابر إبراهيم (مصور فوتوغرافيا) - محمود عبدالسميع (مدير التصوير) - سمير جبر (مساعد مصور) - سعيد زكريا (مساعد الإنتاج) - عبدالعزيز علي (منتج فني) - سيد علي (ريجيسير) - حسن الشاعر (مؤثرات حية) - جورج كازازيان (موسيقى تصويرية) - صلاح مرعي (مصمم الملابس) - رضا جبران (مصمم التترات) |

## قصة
حكاية جديدة من حكايات ملحمة الحرافيش، يتولى أمور الحارة فتوة ظالم والذي سجن أخاه ظلمًا وبهتانًا بعد أن أطعم الفقراء بدون إذنه، ليقبض عليه ويعذبه ومن ثم يسجنه، وبينما هو في السجن تحضر زوجته لثورة يقوم بها الفقراء لهدم هذا النظام الفاسد وإزالة آثار الطغيان على الحارة، فهل ستنجح؟

## إخراج
علي بدرخان

## وصلات خارجية
- مقالات تستعمل روابط فنية بلا صلة مع ويكي بيانات